# 헌팅턴병
헌팅턴 무도병(Huntington's chorea)이라고도 알려져 있는 헌팅턴병(Huntington's disease)은 드물게 발병하는 우성 유전병이다. 어린 시절부터 노년 사이의 어느 때라도 발병할 수 있지만, 보통은 30세에서 50세 사이에 발병한다. 무도병으로도 알려진 헌팅턴병(HD)은 뇌 세포의 죽음을 초래하는 유전 질환이다. 초기 증상은 종종 기분이나 정신 능력에 미묘한 문제가 있다. 일반적인 조정의 부족과 불안정한 걸음걸이가 종종 따라온다. 질병이 진행됨에 따라, 조절되지 않는 경련성 신체 움직임이 보다 명확해진다. 조정된 움직임이 어려워지고 환자가 말할 수 없을 때까지 신체적 능력은 점차 악화된다. 일반적으로 정신 능력도 감소하여 치매가 된다. 특정 증상들은 사람들 마다 약간 다르다. 증상은 보통 나이 30세에서 50세 사이에 나타나지만, 어느 나이에서나 시작할 수 있다. 그 질병은 각 연속적인 세대에서 인생의 초기에 나타날 수 있다. 약 8%가 20세 이전에 시작하고, 일반적으로 파킨슨 병에 더 유사한 증상이 나타난다. HD 환자들은 종종 자신들의 문제의 정도에 대해 이해가 부족하다.
HD는 새로운 돌연변이로 인한 10%의 경우가 있지만 일반적으로 사람의 부모로부터 유전된다. 이 질병은 헌팅틴이라는 유전자의 두 사본 중 하나의 상염색체의 우성 돌연변이에 의해 발생한다. 이것은 영향을 받은 사람의 아이가 일반적으로 질병을 유전받을 확률이 50%라는 것을 의미한다. 헌팅틴 유전자(Huntington gene)는 또한 "헌팅턴"이라 불리는 단백질의 유전 정보를 제공한다. 헌팅틴 단백질을 코딩하는 유전자의 CAG(시토신-아데닌-구아닌) 삼중자의 반복 확장은 완전히 이해하지 못한 메커니즘을 통해, 뇌세포를 점차적으로 손상시키는 비정상적인 단백질을 만들어 낸다.
진단은 증상이 존재하는지에 관계없이 언제든지 할 수 있는 유전자 검사에 의해 이루어진다. 이 사실은 여러 가지 윤리적 논쟁을 제기한다: 개인이 테스트를 선택할 수 있을 만큼 성숙하다고 간주되는 나이; 부모가 자녀가 시험받도록 할 권리를 가지는지 여부; 그리고, 시험 결과의 기밀성과 공개를 관리하는 것에 대한 것이다.
HD는 완치되지 않는다. 질병의 후기 단계에서는 전임 간호가 요구된다. 치료는 일부 증상을 경감하고, 일부 삶의 질을 개선할 수 있다. 테트라베나진(Tetrabenazine)이 움직임 문제의 치료에 가장 좋은 효과를 보인다. HD는 유럽계 후손의 십만 명 중 약 4내지 15명에게 영향을 미친다. 일본인 중에는 드물고, 아프리카에서는 알려지지 않은 비율로 발생한다. 이 질병은 남성과 여성에 동일하게 영향을 미친다. 폐렴, 심장 질환, 낙상에 의한 육체적 손상 등의 합병증이 수명을 줄인다. 자살은 약 9%정도 죽음의 원인이다. 죽음은 일반적으로 병이 처음 진단받은 때로부터 15년과 20년 사이에 발생한다.
아마도 이 질병의 첫번째 보고는 1841년 찰스 오스카 워터스(Charles Oscar Waters)에 의해서였다. 질병 상태는 1872년에 조지 헌팅턴(George Huntington)에 의해 더욱 상세하게 설명되었고 후에 그의 이름을 따라 병명이 지어졌다. 유전적 근거는 1993년에 유전 질환 재단이 이끄는 국제간 협력에 의해 발견되었다. 연구와 지원 기관들은 1960년대 후반에 대중의 인식을 높이고, 환자 개인과 그 가족에 대한 지원을 제공하고, 연구를 촉진하기 위해 형성되기 시작했다. 현재 연구 방향은 질병의 정확한 메커니즘을 결정하고, 연구를 돕기 위한 동물 모델을 개선하고, 증상을 치료 또는 질병의 진행을 느리게 하는 약물 시험과 이 질병으로 인한 손상을 복구할 목표로 줄기 세포 치료와 같은 절차를 연구하는 것을 포함한다.

## 원인
염색체 4p16.3에 위치하는 헌팅턴(Huntington) 유전자에는 CAG 세 개의 염기가 반복되어 나타나는 특이한 서열이 존재하는데, 비장애인은 19회 정도 반복하지만 헌팅턴병 환자에게서는 40회 이상 나타난다. 또한 이러한 반복 횟수는 헌팅턴병이 발병하는 나이와 반비례한다. 소아 헌팅턴병(Juvenile Huntington's disease)의 경우에는 최대 200회 이상의 반복이 나타나는데, 이 때문에 일반 환자에 비해 증상이 조기에 나타난다.

## 증상
운동 증상은 대개 안면 경련과 함께 시작되고, 나중에는 떨림이 신체 다른 부위에까지 퍼져서 환자의 의사와 상관없이 비틀리는 운동으로 발전한다.(무도병이란 의미의 chorea는 무용술이란 의미의 choreography와 어원이 같다. 무도병의 비틀리는 움직임이 때로는 약간 무용 같아 보이기도 하기 때문이다.) 점차 경련이나 비틀리는 운동이 환자의 걷기, 말하기, 그리고 다른 자발적인 운동을 더욱 더 방해하게 된다. 특히 새로운 운동습관을 형성하는 능력이 쇠퇴한다.
이 장애는 광범위한 뇌손상과 관련되는데, 특히 미상핵, 조가비핵, 그리고 담창구의 손상을 가져오며 대뇌피질에도 어느 정도 손상을 입게 된다. 병의 진행에 따라 환자가 사망했을 때 뇌의 총 무게는 정상이었을 때보다 15 ~ 20 % 정도 감소하기도 한다. 가장 큰 손상을 입는 것은 GABA를 신경전달물질로 분비하는 뉴런들이다. 그렇지만 GABA 수용기를 자극하는 약물들은 헌팅턴병의 증세를 거의 또는 전혀 없애주지 못한다. 헌팅턴병 환자들은 또한 여러 가지 심리적 장애를 겪는데, 여기엔 우울증, 기억장애, 불안, 환각과 망상, 판단력의 쇠퇴, 알코올 중독, 약물 남용, 그리고 완전한 무반응성에서부터 분별없는 난잡함에 걸친 성격 장애가 포함된다. 어떤 경우에는 심리적 장애가 운동 장애보다 먼저 발달하기도 한다. 일단 증세가 나타나면, 심리적 증상과 운동 증상이 모두 약 15년에 걸쳐 진행되면서 점차 악화되어 결국 사망에 이르게 된다.